# Republikens plats
Republikens plats (armeniska: Հանրապետության հրապարակ, Hanrapetut′yan hraparak, lokalt kallad Hraparak, "stadstorget") är ett torg i stadsdelen Kentron i Jerevan i Armenien. Gatorna vid torget heter Amirjangatan, Abovjangatan, Nalbandiangatan och Tigran Mets-avenyn.
Platsen består av två delar, en oval rondell och en trapetsformad sektion, med Jerevans sjungande fontäner, ett vatten- och musikspel. Vid torget ligger bland annat regeringsbyggnaden, Armeniens historiska museum och Armeniens nationalmuseum, Armenia Marriott Hotel Yerevan och  utrikesministeriets samt transport- och kommunikationsministeriets tidigare byggnader. Platsen utformades ursprungligen av Alexander Tamanian 1924. De flesta byggnaderna vid platsen färdigställdes runt 1950-talet. Armeniens nationalmuseum blev klart 1977.
Republikens plats har beskrivits som Armeniens och stadens "viktigaste samlingsplats",  och dess "arkitektoniska höjdpunkt". Reseförfattaren Deirdre Holding menar att Republikens plats i Jerevan är "utan tvekan en av världens mest utsökta platser eller torg, som skapats under 1900-talet."

## Arkitektur
Republikens plats består av två olika partier. Stenbeläggningen i mitten av platsens ovala del formar ett mönster tänkt likna en traditionell armenisk matta. På torgets trapetsformade del framför Armeniens historiska museum och Armeniens nationalmuseum finns en fontän med vatten- och musikspel. Rosa, cremefärgad och gul tuff är det dominerande byggmaterialet i husen omkring torget.

## Historik

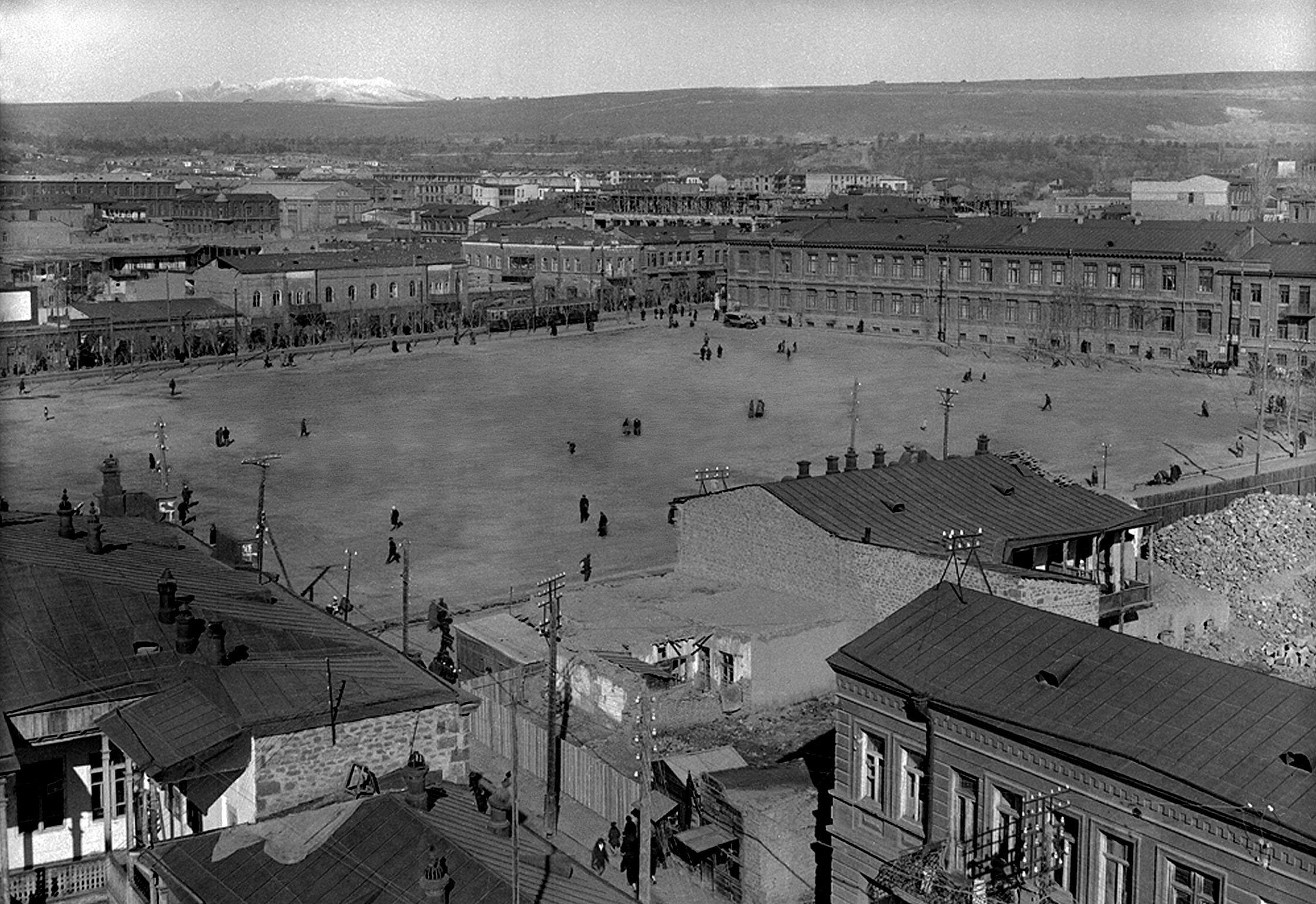
Det centrala torget i Jerevan, 1916.

Det har funnits ett centralt torg i århundraden på platsen där nuvarande Republikens plats ligger, men storleken har varierat. Omfattande utgrävningar gjordes på platsen i samband med dess renovering 2013. Då påträffades bland annat ett äldre skikt från 1700-1800-talet.
Utformningen av det nuvarande torget gjordes av Aleksandr Tamanjan i samband med att denne tog fram en ny stadsplan för Jerevan 1926. 
 Byggarbetet påbörjades samma år.
Under Armeniens period inom Sovjetunionen kallades torget Leninplatsen (armeniska: Լենինի հրապարակ, Lenini hraparak; ryska: площадь Ленина ploshchad’ Lenina). Det stod en Leninstaty rest 1940 på torget, där det hölls militärparader 2-3 gånger varje år. Leninstatyn avlägsnades 1991 och platsen döptes om, inför Armeniens självständighetsdeklaration.

## Byggnader i urval
| Byggnad                                                                   | Historik och användning |
| ------------------------------------------------------------------------- | --- |
| Regeringsbyggnad 1                                                        | Under Armeniens period inom Sovjetunionen var detta Folkkommissariatets hus. Den nordvästra delen ritades av Aleksandr Tamanjan och byggdes 1926–1929. Hans son Gevorg Tamanjan tog över konstruktionen av övriga delar av byggnaden 1938. Huset färdigställdes 1941.                    |
| Armeniens historiska museum Armeniens nationalmuseum                      | Armeniens historiska museum och Armeniens nationalmuseum finns i samma byggnad. Nationalmuseet började byggas på 1950-talet och färdigställdes 1977. Det ritades av Mark Grigorjan och Eduard Sarapjan. En mindre del av byggnadskomplexet, Arno Babadzjanjans konserthus, är från 1916. |
| Armenia Marriott Hotell                                                   | Byggnaden färdigställdes 1958 enligt ritningar av Mark Grigorjan och Eduard Sarapjan. Under Armeniens period inom Sovjetunionen hette hotellet Armenia. Det betraktas som landets bästa hotell. Hotellet har 380 rum.                                                                    |
| Regeringsbyggnad 2                                                        | Byggnaden ritades av Samvel Safarjan, Rafajel Israjeljan och Varazdat Arevsjatian och blev klar 1955. Utrikesministeriet höll till i denna byggnad mellan åren 1996 och 2016. |
| Posthuset, Transport- och kommunikationsministeriets hus (fram till 2016) | Huset byggdes 1933–1956, enligt ritningar av Mark Grigorjan och Eduard Sarapjan. Ursprungligen var det fackföreningarnas hus. Transport- och kommunikationsministeriet fanns i huset fram till 2016.                                                                                     |